# Diplectrona ulmeri
Diplectrona ulmeri är en nattsländeart som beskrevs av Martynov 1935. Diplectrona ulmeri ingår i släktet Diplectrona och familjen ryssjenattsländor. Inga underarter finns listade i Catalogue of Life.